# Melanargia hylata
Melanargia hylata är en fjärilsart som beskrevs av Ménétriés 1832. Melanargia hylata ingår i släktet Melanargia och familjen praktfjärilar. Inga underarter finns listade i Catalogue of Life.